# Gudrun Corvinus
Gudrun Corvinus (Szczecin, 14 de diciembre de 1932 – Pune, 1 de enero de 2006) fue una geóloga, paleontóloga y arqueóloga alemana. Sus aportaciones a través de su trabajo de campo, monólogos académicos y descubrimientos de excavaciones arqueológicas son enormes y han contribuido a continuos descubrimientos científicos. El trabajo de Corvinus obtuvo reconocimiento profesional antes de su trágico asesinato que tuvo lugar en su casa en Pune, India, el 7 de enero de 2006.

## Primeros años y vida personal
Corvinus nació en Stettin, entonces parte de Weimar Alemania, en 1932. Pasó la mayor parte de sus primeros años en Alemania. De niña, Corvinus se aficionó a muchas cosas, incluyendo la gente, las culturas, la música, los viajes y las diferentes disciplinas científicas. Era conocida por ser amigable y humilde.
Durante su vida, Corvinus tuvo muchos amigos. Después de que se conocieron en 1975, Corvinus y Ulla (Ursula) Musgnug serían amigas íntimas durante toda su vida. Musgnug también fue una antropóloga experimentada que trabajaba en la Universidad de Ciudad del Cabo. Vivió en los Estados Unidos, Alemania y Sudáfrica. Corvino nombró a Musgnug su heredera legal, por lo que después de la muerte de Corvinus, Musgnug heredó sus obras, como fotografías, diapositivas y libros. Musgnug ha donado muchos artículos y trabaja con el Centro Sharma para la Educación del Patrimonio en la India para mantener vivo el legado de Corvinus.

## Educación y carrera
Corvinus nació en Stettin, entonces parte de Weimar Alemania, en 1932. Estudió geología, paleontología de vertebrados y arqueología paleolítica en la Universidad de Bonn, y completó su tesis doctoral sobre las amonitas jurásicas de Francia. Su enfoque se trasladó a la arqueología paleolítica después de su tesis doctoral. Posteriormente estuvo vinculada a la Universidad de Tubinga, donde estudió geología, paleontología y prehistoria.
Después de casarse con un hombre de Pune, Corvinus se interesó por la geología y la prehistoria de la India, lo que se convirtió en el principal foco de su investigación junto con el Deccan College. Aquí estableció asociaciones fundacionales y vínculos con numerosos mentores y colegas. Recibió una beca de investigación del Consejo de Investigación Científica e Industrial (Nueva Delhi) para un proyecto titulado "El hombre primitivo en la India". Corvinus también trabajó en África, formando parte del equipo original de la Expedición de Investigación a Distancia con Donald Johnson que descubrió a Lucy, una homínida perteneciente al Australopithecus afarensis, y otros sitios de homínidos prehistóricos en Etiopía. Durante su estancia en Etiopía, Corvinus también encontró objetos de 2,6 millones de años de antigüedad. Fue la primera persona responsable del descubrimiento de yacimientos paleolíticos que resultaron ser una de las pruebas arqueológicas más antiguas del mundo, de las que pocos saben.
Corvinus no fue reconocida de inmediato tras su labor y no se le dio crédito por su contribución a su campo debido a que tendía a trabajar sola y no muchas personas sabían que incluso formaba parte del Equipo de Expedición de Investigación de Afar. Recibió un reconocimiento profesional tardío. Dejó el grupo no mucho después del descubrimiento de Lucy debido tanto a cuestiones políticas en Etiopía como a cuestiones sociales dentro del grupo.
Después de interrumpir su trabajo con la Expedición de Investigación Afar, Corvinus trabajó para De Beers como Geóloga Superior en las minas de diamante de Namibia durante la década de los 70 hasta 1980. Su trabajo incluía la localización de depósitos de diamantes, así como la localización de depósitos de fósiles del Mioceneo a lo largo de la costa de Namibia. Fue aquí donde no sólo encontró fósiles que datan de hace 18 millones de años, sino también muchos objetos del Paleolítico. Durante su estancia en Namibia y Sudáfrica, Corvinus trabajó como geóloga, arqueóloga e incluso pasó algún tiempo como guía turística. Tras una larga lista de descubrimientos en África, en 1984 Corvinus decidió mudarse a Nepal, donde investigó durante 20 años en Siwalik Mountain Ranges y pudo hacerlo gracias a la financiación de la Fundación Alemana de Investigación.

## Investigación en India
Corvinus comenzó su carrera científica estudiando las amonitas jurásicas de Francia, pero más tarde pasó a la arqueología paleolítica. En 1964 examinó el sistema de drenaje de Pravara en el área de Nevasa de Maharashtra a través de un proyecto multidisciplinario independiente. Después de un estudio sobre la geomorfología de todo el valle del Pravara, sugerido por H.D. Sankalia, Corvinus se encontró con el emplazamiento de la fábrica de Archeulian en la unión de Chirki con el Pravara, 2 millas río abajo de Nevasa. Tras ser financiada por la Fundación Wenner-Gren y la Deutsche Forschungsgemeinschaft (el Consejo de Investigación Alemán), decidió excavar el yacimiento, lo que se prolongó durante 3 temporadas de invierno de 1966-1969. La larga excavación condujo a la revelación de un rico asentamiento de los primeros pobladores de la zona de Chirki, en un entorno de vetas perfectas. Además de esto, fueron encontrados en el aluvión un gran número de piezas de madera fósil bien conservadas, especímenes faunísticos y troncos de árboles. En 1981, Corvinus publicó su primera monografía clásica, "A Survey of the Pravara River System in Western Maharashtra, India". Su segunda monografía, "A Survey of the Pravara River System in Western Maharashtra, India" fue publicada en 1983. Esto la convierte en la primera en publicar monografías sobre la geología y la arqueología de un yacimiento arqueológico del subcontinente indio. Estas monografías siguen siendo muy conocidas y sus datos se han seguido utilizando en el trabajo geológico hasta el día de hoy.
En 1985, después de su trabajo en Chirki-on-Neval (India), Corvinus comenzó las exploraciones en las colinas de Siwalik Hills en el oeste de Nepal. En el lapso de doce años (1988-2006), fue reconocida con hallazgos y descubrimientos de numerosos sitios paleolíticos y complejos grupos florales y faunísticos desde el Mioceno hasta el Pleistoceno. El descubrimiento de una inesperada riqueza de yacimientos desde el Paleolítico hasta el Neolítico, se produjo en los valles de Dun del distrito de Dang-Deokhuri, en las colinas de Siwalik, y en una zona a lo largo del río Rato en el este de Nepal. A partir de una serie de areniscas cerca de Rato Khola, Corvinus descubrió el cráneo de Archidiskodon planifrons. La existencia de pruebas de hachas de mano indica que la ocupación humana puede datarse al menos en el Pleistoceno medio tardío. Lo más significativo es que su hallazgo de los yacimientos acheulianos demuestra que, a pesar de la escasez de materiales, los primeros homínidos del sur de Asia pudieron cruzar la vasta llanura indo-gangética.

## Asesinato
El 7 de enero de 2006, Corvinus fue encontrada por la policía apuñalada y decapitada en su apartamento en Pune. No había sido vista desde el 30 de diciembre. Llamaron a la policía cuando sus amigos no pudieron localizarla por teléfono y no quiso abrir la puerta. Más tarde fue identificada por su pasaporte.
Su cabeza fue recuperada del lecho del río cerca del puente de Kharadi. Fakir Mohammed Shaikh, un agente de inmobiliario de 27 años de edad, fue arrestado siete horas después de que su cuerpo fuera encontrado. Fue declarado culpable de su asesinato y condenado a cadena perpetua y a una multa de 11.000 rupias. También fue declarado culpable de destrucción de pruebas y robo, con una sentencia de siete años y tres años de encarcelamiento riguroso respectivamente. La fiscal del caso, Neelima Vartak, declaró que fue asesinada por su patrimonio.
Sus cenizas fueron esparcidas en los Ghats Occidentales. Corvinus ha sido reconocida desde su muerte por sus importantes contribuciones a la comunidad científica por parte de varias organizaciones geológicas y arqueológicas.

## Publicaciones seleccionadas
- 1968. An Acheulian Occupation Floor at Chirki-on-Pravara, India. Antropología actual, 9(2/3), 216-218.
- 1968. Stratigraphy and Geological Background of an Acheulian Site at Chirki-on-Pravara, India: A Work Report on the Excavation during the Winter Season 1966/67. Anthropos, 63/64(5/6), 921-940.
- 1970. The Acheulian Workshop at Chirki on the Pravara river, Maharashtra. Indian Antiquary, 4(1), 13.
- 1970. On Paleolithic Occupation Floors in India. Antropología actual, 11(4/5), 483-484.
- 1971. Iravati Karve (1905@–1970). Anthropologischer Anzeiger, 33(1), 83-84.
- 1971. Pleistocene Fossil Wood From Chirki-on-Pravara. Antropología actual, 12(3), 383.
- 1972. Some Observations on the Quaternary of Western Maharashtra (India).
- 1975. Palaeolithic remains at the Hadar in the Afar region. Naturaleza, 256(5517), 468-471.
- 1977. History of the Nile valley. Naturaleza, 266(5605), 799.
- 1981. A Survey of the Pravara River System in Western Maharashtra, India. Volumen 1: The Stratigraphy and Geomorphology of the Pravara River System. Tübingen: Verlag Archaeologica Venatoria.
- 1983. A Survey of the Pravara River System in Western Maharashtra, India. Volumen 2: The Excavations of the Acheulian Site of Chirki-on-Pravara, India. Tübingen: Verlag Archaeologica Venatoria. ISBN 3-921618-14-2
- 1985. An Acheulian industry within the raised beach complex of the CDM concession area, S. W. Mrica (Namibia).
- 1987. Patu, a New Stone Age Site of a Jungle Habitat in Nepal.
- 1989. The Patu industry in its environment in the Siwaliks in Eastern Nepal.
- 1989. Magnetostratigraphy of the Neogene Surai Khola Siwaliks m West-Nepal: resultados Preliminares.
- 1991. A handaxe assemblage from western Nepal.
- 1995. The Satpati handaxe site and the Chabeni uniface site in southern Nepal.
- 2001. Biostratigraphy and geology of the neogene Siwalik group of the Surai Khola and Rato Khola areas in Nepal. Palaeogeography, Paleoclimatología, Paleoecología, 165(3), 251-279.
- 2004. Homo erectus in East and Southeast Asia, and the questions of the age of the species and its association with stone artifacts, with special attention to handaxe-like tools. Cuaternario Internacional, 117(1), 141-151.
- 2005. Prehistoric Cultures in Nepal from the Early Palaeolithic to the Neolithic and the Quaternary Geology of the Dang-Deokhuri Dun Valleys.